# Plaza Privokzálnaya

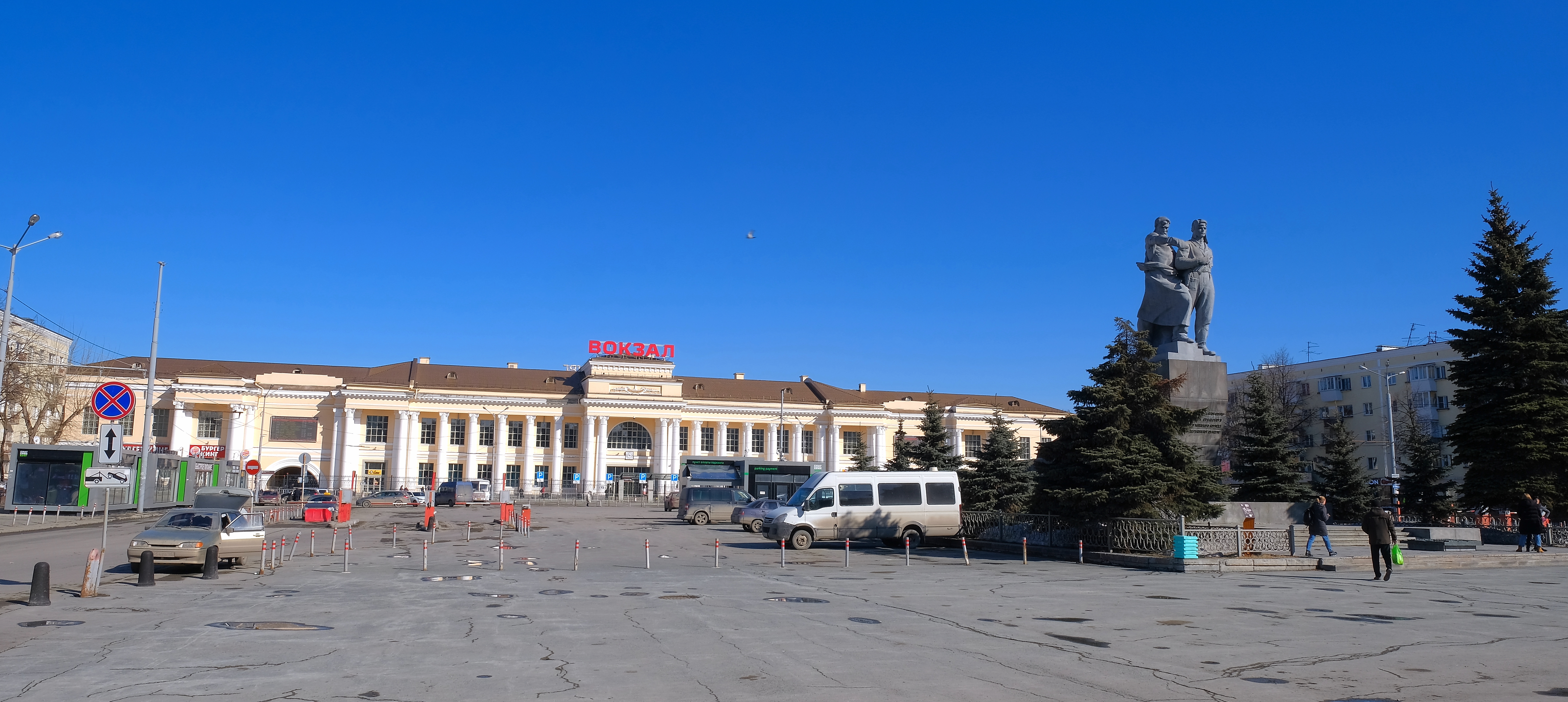
Plaza Privokzálnaya

La plaza Privokzaln (en ruso:Привокзальная площадь, Privokzalnaya ploshchad) es una plaza en el centro de Ekaterimburgo, Rusia. Ubicado en la zona residencial Vokzalny del distrito administrativo de Zheleznodorozhny. El área está limitada: al norte por el complejo de edificios de la estación y la calle Vokzalnaya, al oeste y al este por edificios residenciales de cinco pisos, al sur por la calle Chelyuskintsev. Situado al lado de la estación de tren.

## Historia
Gare Square se formó tras la construcción del nuevo edificio de la estación en 1910, y comenzó a tomar forma una plaza al sur de la misma. A principios del siglo XX, la estación y la plaza estaban ubicadas en las afueras del norte de la ciudad de Ekaterimburgo, en el lugar donde salía Arsenyevsky Prospekt y comenzaba el tramo Verkhotursky. En 1908, la plaza fue decorada con un edificio de ladrillo de cinco pisos del molino de A. E. Borchaninov y E. I. Pervushin, cuya fachada daba a la parte sur de la plaza. Junto al molino se construyó la oficina de los propietarios de los barcos de vapor de Perm, los hermanos Kamensky, y en su lugar ahora hay un hotel. Entre las dos vías que conducen a la antigua y a la nueva estación, a principios del siglo XX, sólo había un edificio: una escuela primaria de media piedra. A partir de 1917 empezaron a aparecer en esta zona casas de madera para los trabajadores ferroviarios.
Durante la era soviética, la plaza fue modificada varias veces: en 1939 se construyó el segundo piso de una nueva estación y apareció una columnata monumental a lo largo de la fachada. En 1956 se añadieron al edificio ampliaciones abovedadas. En 1961, se construyeron edificios residenciales de cinco pisos de ladrillo sin rostro de serie estándar a lo largo de los límites este y oeste de la plaza, que no solo no decoraban la plaza, sino que también creaban incomodidad para sus residentes.
En la década de 1990 se construyó otro edificio de estación, con formas arquitectónicas modernas, entre los edificios de la antigua y la nueva estación. La estación fue reconstruida entre 1997 y 2001.

## Monumentos y placas

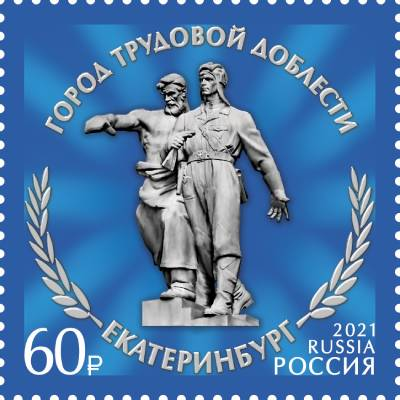
Monumento

En 1962, se erigió en la plaza un monumento a los soldados del Cuerpo Blindado Voluntario de los Urales (escultores V. M. Druzin y P. A. Sazhin, arquitecto G. I. Belyankin). El monumento tiene la forma de una composición de dos figuras: un viejo trabajador de los Urales, que personifica a los Urales, y un joven defensor de la Patria, el petrolero. Ambas figuras están montadas sobre un pedestal que se asemeja a la torreta de un tanque.

## Transporte
La zona de la estación es de gran importancia en términos de transporte; alberga la terminal de varias líneas de trolebuses y autobuses. Hasta los años 70 hubo una circunvalación de tranvías en la plaza.
En la época soviética, desde la plaza de la estación salían autobuses turísticos, en los que se podía realizar un recorrido en convoy por Sverdlovsk o una excursión al zoológico de Sverdlovsk. En la década de 1980, su estacionamiento estaba ubicado frente a la entrada principal del edificio de la estación.

### Transporte público terrestre
- Autobuses: N.º 48, 57, 59, 65;
- Tranvía: N.º 3, 7, 12, 21, 23;
- Trolebús: N.º 26, 27, 31

### Estaciones de metro más cercanas
A 300 m al oeste del borde occidental de la plaza se encuentra la estación Uralskaya de la primera línea (metro de Ekaterimburgo)